# Sandrigo
Sandrigo település Olaszországban, Veneto régióban, Vicenza megyében. Lakosainak száma 8271 fő (2023. január 1.). Sandrigo Breganze, Dueville, Montecchio Precalcino, Monticello Conte Otto, Pozzoleone, Schiavon, Bolzano Vicentino és Bressanvido községekkel határos.

## Népesség
A település népességének változása:
| Lakosok száma | 8432 | 8457 | 8271 |
|               | 2017 | 2018 | 2023 |